# Andor Szelle von Nagyabony
Andor von Szelle, född 24 september 1922 i Ungern, död 11 augusti 1997 i Fristad-Gingri församling, Borås kommun, var en dekoratör, tecknare och grafiker.
Han var son till Andor von Szelle och Elisabeth Karner och från år 1947 gift med Maria Margit L. Han studerade vid konstakademien 1937–1943 där han specialiserade sig på teckning och grafik.  Han medverkade i ett flertal utställningar som uppmärksammades och hade stora utställningar med Borås och Sjuhäradsbygdens konstförening på Borås konstmuseum. Hans konst består av teckningar i tusch med naturavsnitt, träd, buskar och miljöer samt naturalistiskt avbildade ansikten samt trä- och linoleumsnitt. 
Ätten Szelle von Nagyabony är en adel och konstnärssläkt med konstnärstradition under flera generationer. Adeln härstammar från 1400-talet med rötter i det Habsburgska riket, ett tyskt furstehus som regerade i Österrike från 1278 till 1918. Huset kom under det andra årtusendet att bli härskande över stora delar av Europa och hade sin största storhetstid i slutet av femtonhundratalet och början av sextonhundratalet, när de regerade över Österrike-Ungern, Spanien, Nederländerna, och Brasilien, samt andra delar av Nya världen, ett av världens genom tiderna allra största riken, sedan Khubilai khan av Mongoliet-Kina.